# 吉井町 (群馬県)
吉井町（よしいまち）は、群馬県多野郡に存在した町。2009年（平成21年）6月1日に高崎市に編入された。

## 地理

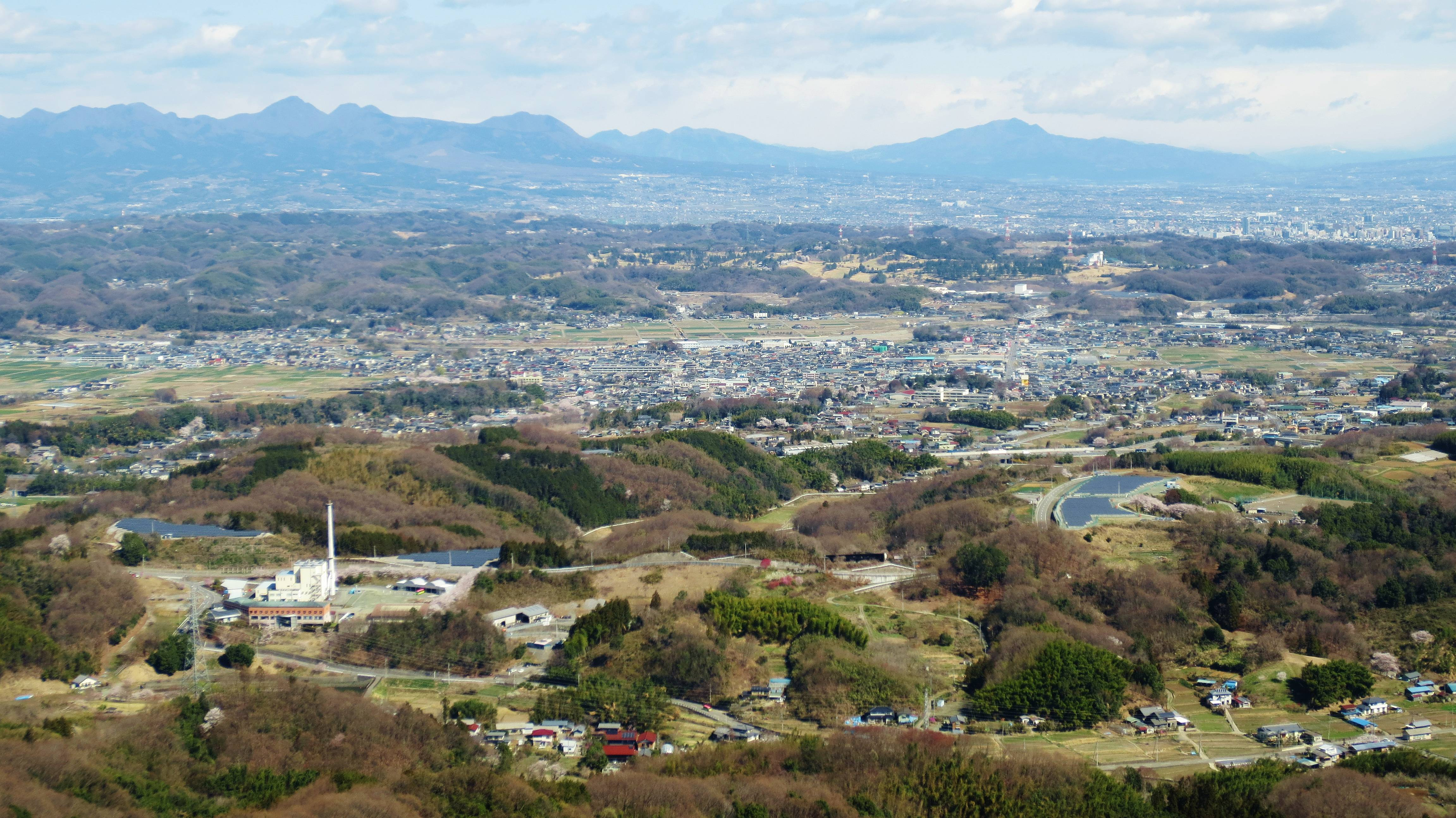
牛伏山展望台から望む吉井町

- 山岳：牛伏山
- 河川：鏑川

### 隣接していた自治体
- 藤岡市、高崎市、安中市、富岡市
- 甘楽郡甘楽町

## 歴史
- 1869年（明治2年） - 版籍奉還により、吉井藩は岩鼻県（後に群馬県）に編入。
- 1889年（明治22年） - 町村制施行により、多胡郡吉井町（旧）・多胡村・入野村、北甘楽郡岩平村が成立する。
- 1896年（明治29年） - 多胡郡は、緑野郡・南甘楽郡との合併により多野郡となる。
- 1950年（昭和25年） - 北甘楽郡が甘楽郡に改称する。
- 1955年（昭和30年） - 多野郡（旧）吉井町と多胡村・入野村・甘楽郡岩平村の対等合併により、多野郡吉井町となる。
- 1960年（昭和35年）7月 - 市内で赤痢の集団発生。藤岡市と合わせて患者数は約800人に達した。町内の小中学校が臨時隔離病舎に充てられた[1]。
- 2009年（平成21年）6月1日 - 高崎市に編入。

### 高崎市との合併に関して
- 1997年4月：高崎市、藤岡市、安中市、倉渕村、箕郷町、群馬町、新町、榛名町、松井田町、玉村町と11市町村で研究会「中核市制度研究会」を設置。
- 2001年8月8日：11市町村で研究会「高崎都市圏連携会議市町村合併研究会」を設置。
- 2003年1月：合併に関する住民アンケートの結果で合併に賛成(47.8％)が反対(17.4％)を上回った。枠組みは、「高崎市を含む枠組み(83.5％)」「藤岡市(6.6％)」「藤岡市、多野郡7市町村(3.6％)」「甘楽町(2.6％)」だった。
- 2003年3月7日：高崎市との合併を検討。
- 2003年5月30日：高崎市に任意協議会設置を申入れ。
- 2003年11月17日：多野藤岡地域と高崎地域の両方の任意協議会への参加を表明。
- 2003年12月18日：高崎市、倉渕村、群馬町、新町と5市町村で任意協議会「高崎地域任意合併協議会」を設置。
- 2004年5月23日：高崎地域との合併の是非など合併に関する住民投票の結果で合併に賛成(68.8％)が反対(31.2％)を上回った。枠組みは、「高崎地域(60％)」「多野藤岡地域(40％)」だった。
- 2004年5月24日：高崎地域での合併を検討。
- 2004年7月16日：高崎市、倉渕村、群馬町、新町との法定協議会設置に関わる補正予算案を否決。
- 2004年8月31日：任意協議会「高崎地域任意合併協議会」を解散。
- 2004年9月1日：高崎市、倉渕村、群馬町、新町との5市町村での法定協議会設置案を否決(新町は7月16日、高崎市は7月23日、群馬町は8月6日に可決)。
- 2004年9月21日：高崎市との法定協議会設置を求める住民発議、否決(高崎市は9月13日に可決)。
- 2004年11月7日：高崎市との法定協議会設置の是非を問う住民投票の結果で反対(51.3％)が賛成(48.7％)を上回った。この結果により、町は自立を検討することになった。
- 2007年12月13日：町議会が高崎市との合併の賛否を問う住民投票予算案を否決。
- 2008年3月26日：町議会が(町の住民請求による)高崎市との法定合併協議会設置案を否決(賛成6、反対8、高崎市は3月19日に可決)。
- 2008年5月11日：合併協議会設置協議の賛否を問う住民投票が行われ、賛成が過半数となった。
- 2008年7月2日：合併協議会設置。2009年6月1日の合併を目指す。
- 2008年10月2日：5回の協議が終了し、翌年6月1日の合併が決まった。

## 行政
- 町長：斎藤軍雄

## 地域
いずれも合併直前のものである。

### 教育

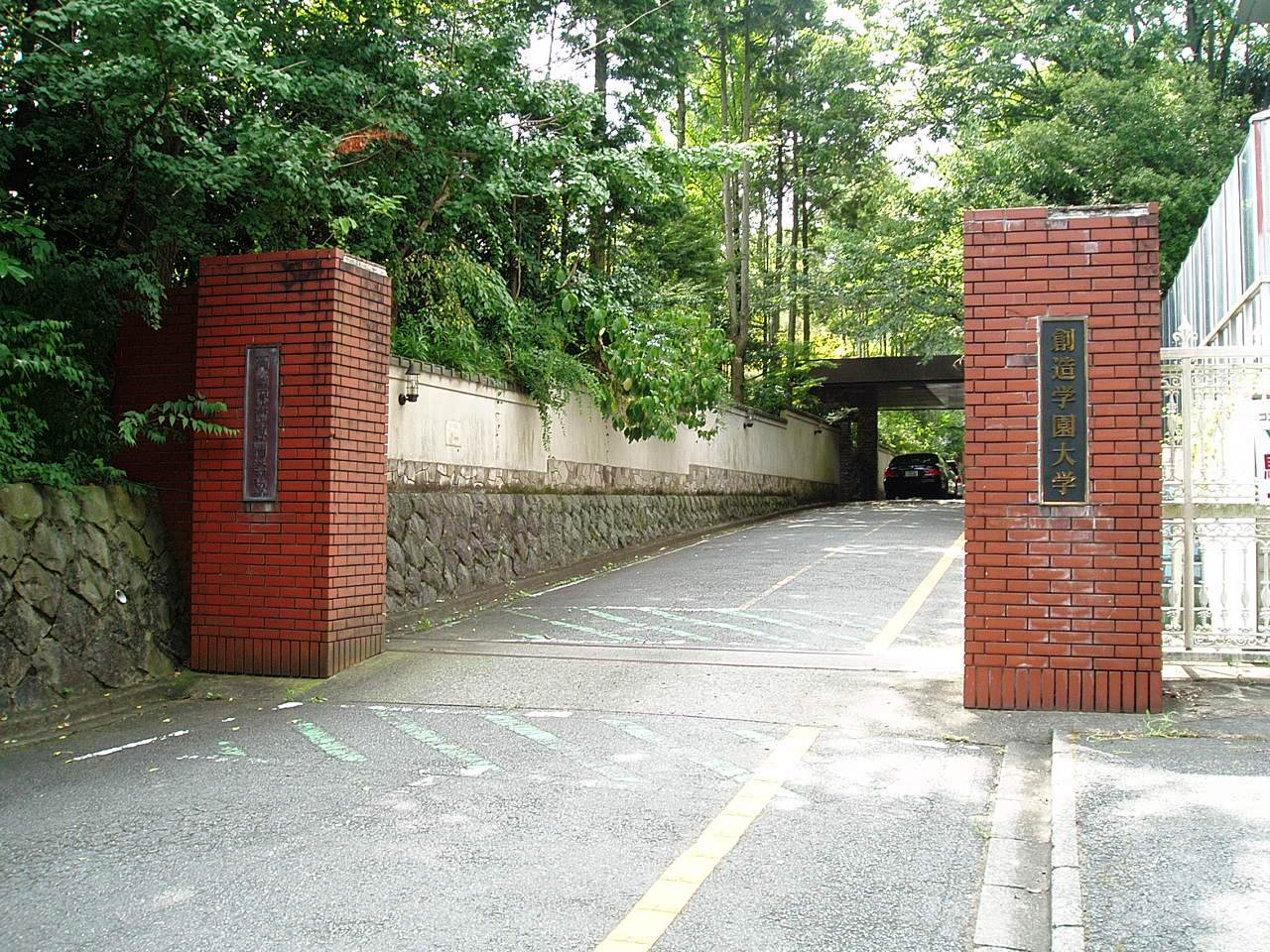
創造学園大学中山キャンパス

- 大学
  - 創造学園大学
- 高等学校
  - 群馬県立吉井高等学校
- 中学校
  - 吉井町立中央中学校
  - 吉井町立西中学校
  - 吉井町立入野中学校
- 小学校
  - 吉井町立吉井小学校
  - 吉井町立吉井西小学校
  - 吉井町立多胡小学校
  - 吉井町立入野小学校
    - 吉井町立入野小学校多比良分校（平成19年3月 閉校）

  - 吉井町立岩平小学校
  - 吉井町立馬庭小学校
  - 吉井町立南陽台小学校

## 交通

### 道路
- 高速道路
  - 上信越自動車道：吉井IC
- 国道
  - 国道254号
- 県道
  - 群馬県道71号高崎神流秩父線

### 鉄道
- 上信電鉄

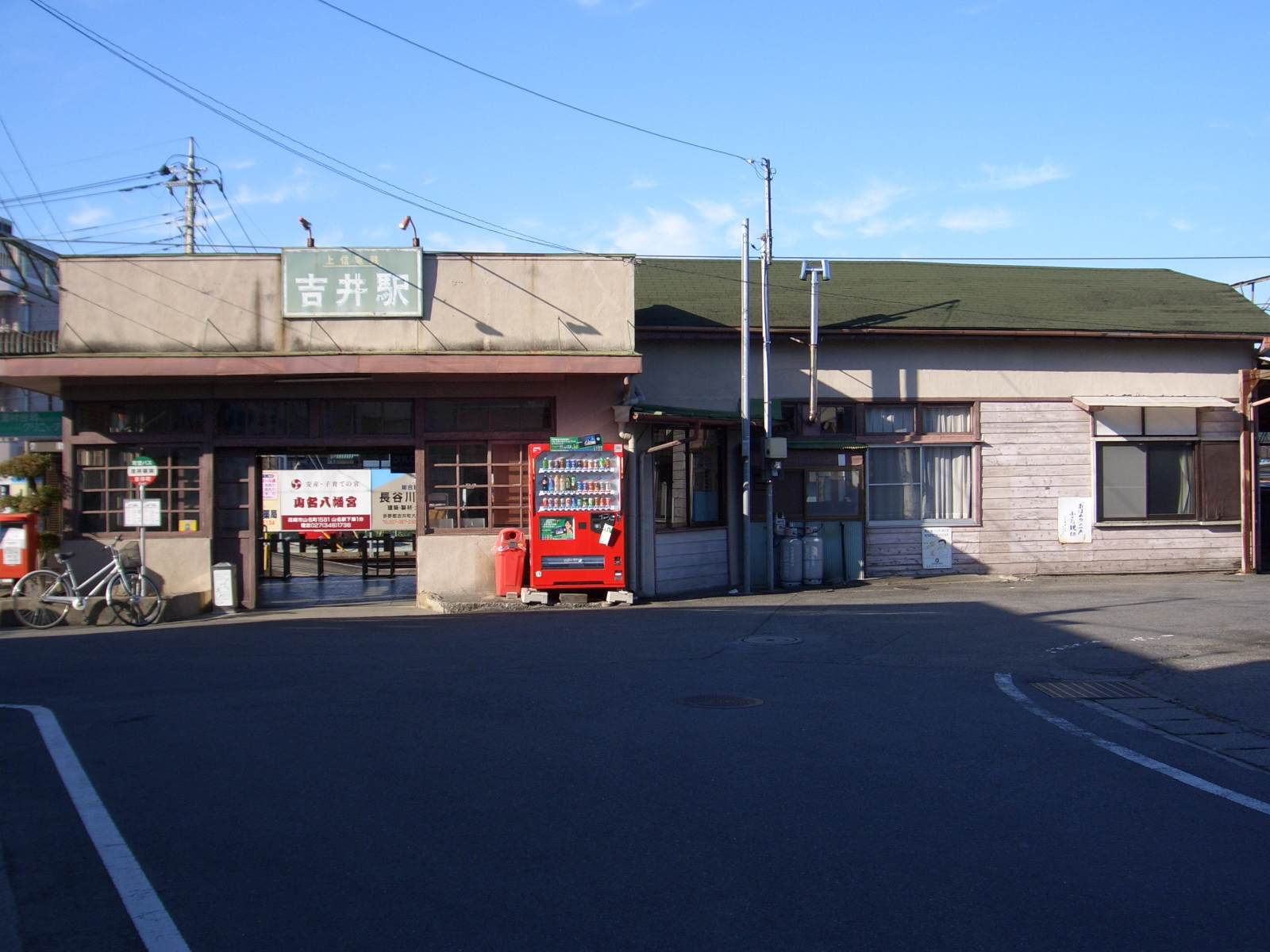
吉井駅

  - ■上信線：馬庭駅 - 吉井駅 - 西吉井駅

### バス
- 吉井町営バス
- 交流バス（高崎市内〜吉井町内）

## 名所・旧跡・観光スポット・祭事・催事

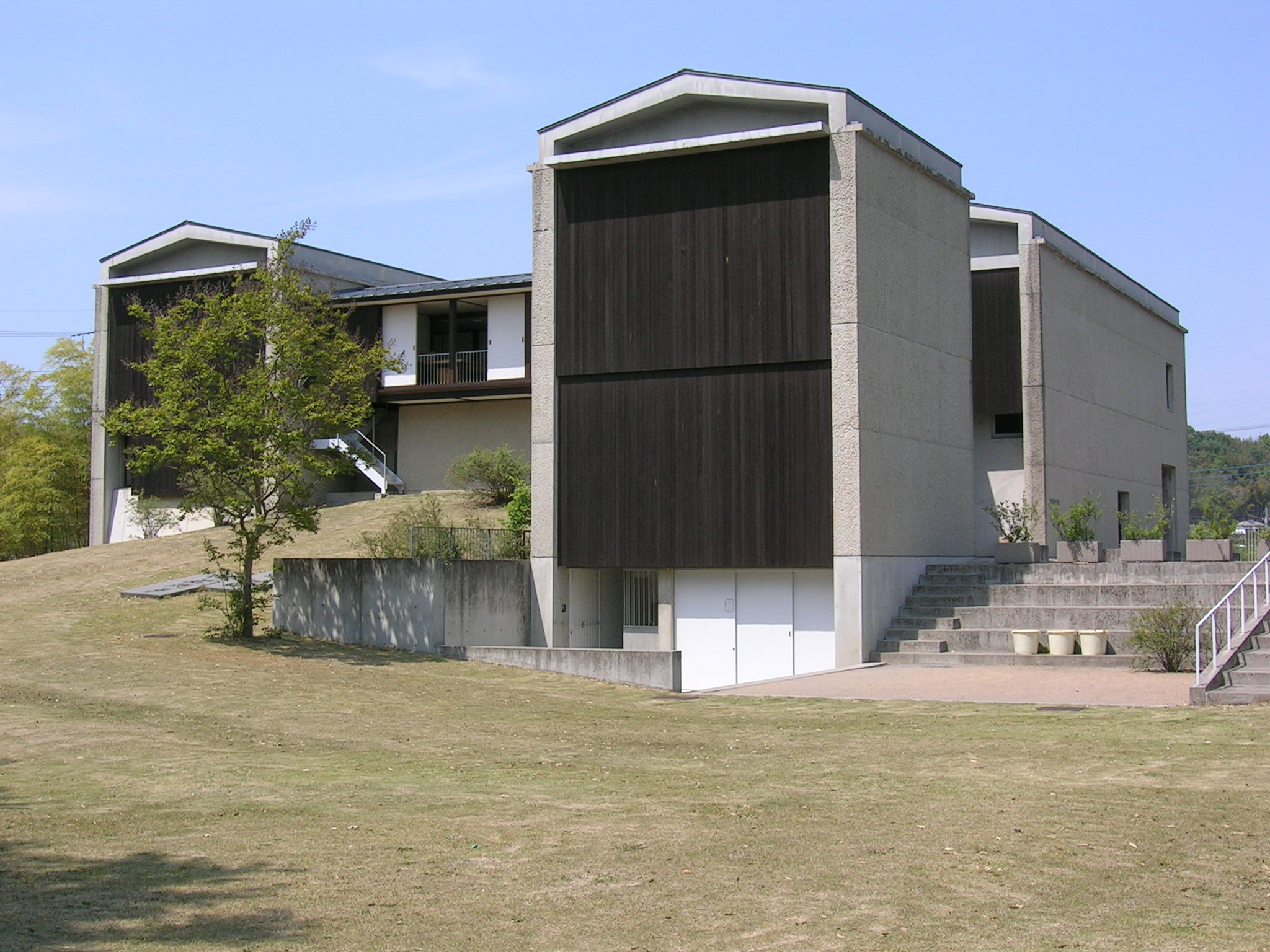
多胡碑記念館

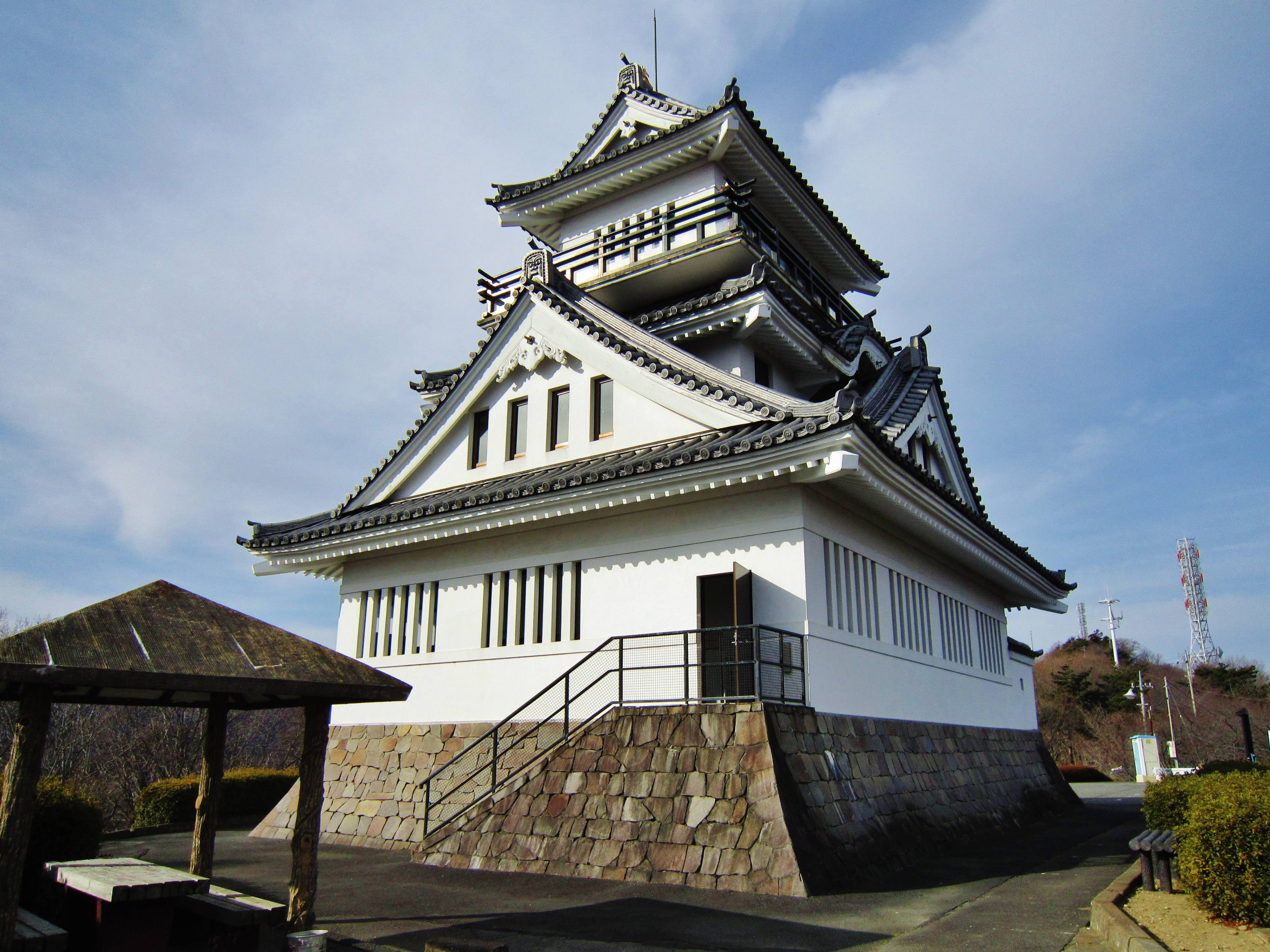
牛伏山展望台（一郷山城跡）

- 日本三古碑 : 多胡碑
- 馬庭念流道場
- 吉井温泉
- 入野遺跡（吉井町立入野中学校地内）

## 著名な出身者
- 関ノ戸澤右エ門：江戸時代の力士。最高位は小結、本名は阿藤初五郎で旧多胡郡馬庭村出身
- 山崎種二：実業家。山種証券（SMBCフレンド証券の源流企業の一つ）、株式会社ヤマタネなどを創業
- 等松農夫蔵:日本最大級の監査法人トーマツの創業者
- 今井雄五郎：テレビドラマ監督
- 富岡久貴：元プロ野球選手(投手)。西武、広島、横浜、楽天、群馬ダイヤモンドペガサスに所属
- 井上喜貴：陸上競技選手。円盤投元日本ジュニア記録保持者
- 新井紀一：日本の労働文学の代表的作家
- 新井正博：版画家。ニューオリンズ大学大学院卒業
- 倉田辰彦：彫刻家。石仏などの作品が多い
- 高山峰治：画家。日展入選
- 武藤賢一郎：世界的サクソフォーン奏者。東京芸術大学、パリ国立音楽院卒業
- 武藤英男：数学者、教育学者。元群馬大学教育学部長
- 武藤泉：東北大学大学院工学研究科教授。ステンレス鋼などの防食技術の専門家。工学博士。元新日本製鐵技術研究部主任研究員
- 関根和歌香：元NHK山形放送局キャスター、元東海テレビ放送アナウンサー[2]
- 駒形岳 - お笑いコンビ、手作り餡子の甘いやつ
- 大友花恋：モデル、女優。
- 堀口恭司：総合格闘家。

## その他
- 日本の音風景100選：水琴亭の水琴窟

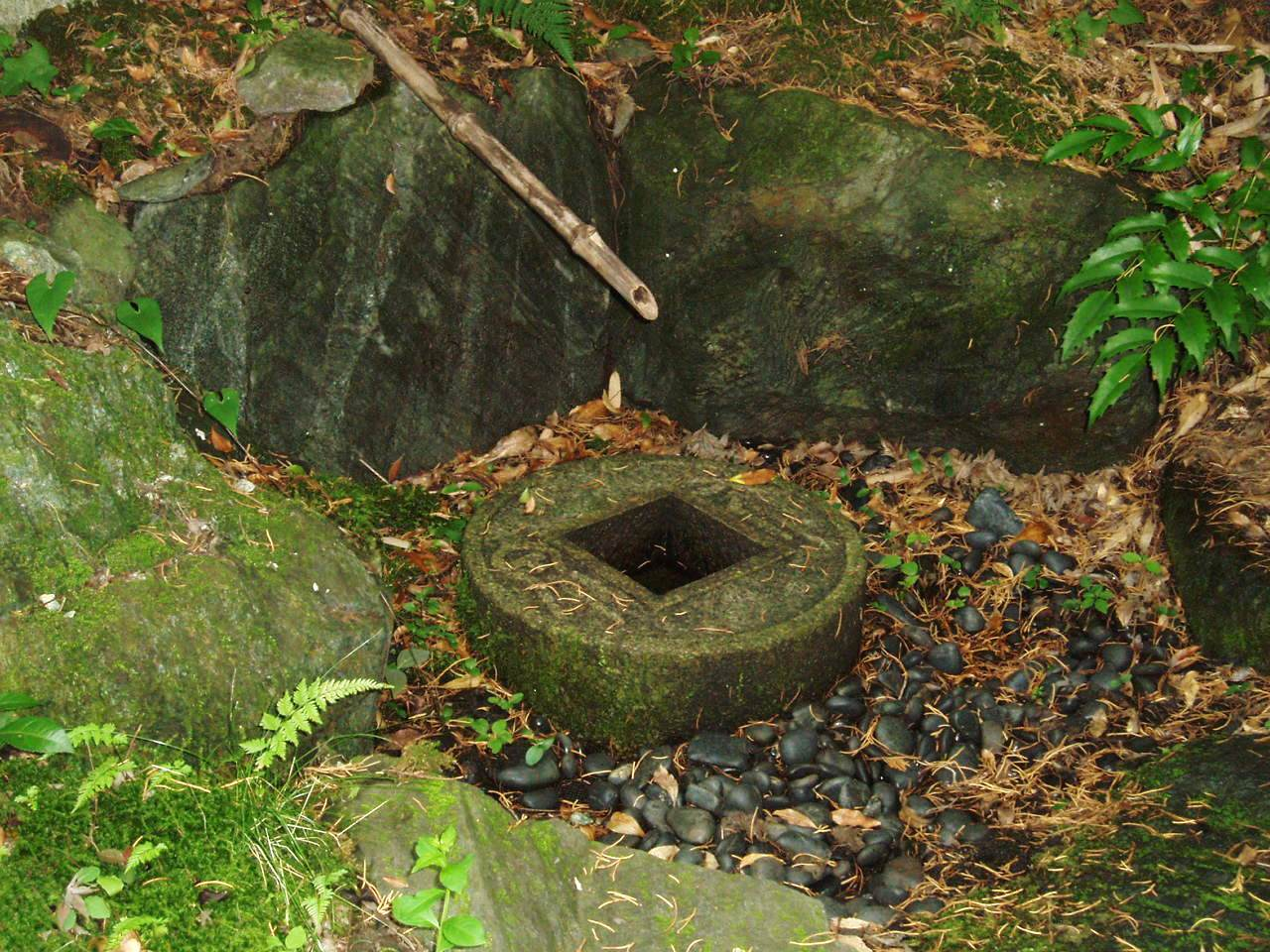
水琴亭の水琴窟

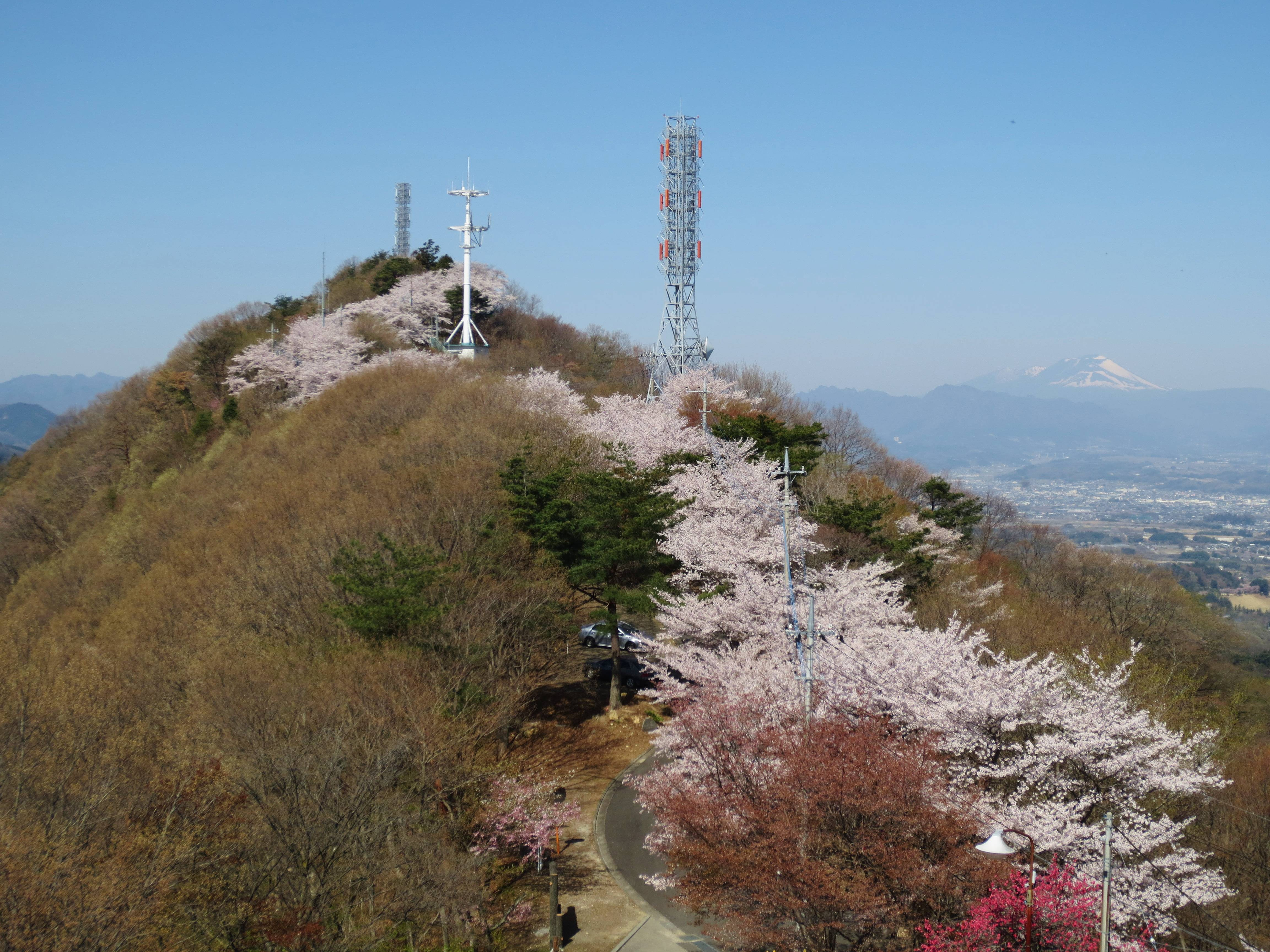
電波塔が立ち並ぶ牛伏山山頂

- 牛伏山にNHK前橋放送局(FM)、エフエム群馬の送信所がある。
- 日本プロレスの最後の興行地である（1973年4月20日）。
- 東洋熱工業吉井工場跡地（旧高崎金属工業）：メタルヒーローシリーズをはじめ、数多くの特撮・ドラマ・映画などのロケ地として長く使用されてきた。
- 板橋マンション血痕事件の遺体発見現場：2007年6月6日未明に東京都板橋区高島平１丁目のマンション2階の部屋から遺体を入れたとみられるスーツケースが運び出されるのが目撃された。この事件で、警視庁は2007年8月24日午後1時頃、別の事件で逮捕されていた男 (32) の供述に基づき、本人を立ち会わせて捜索したところ、運び出されたとみられる男性の遺体を町内大字多胡の山林で発見した。当日は、写真撮影のため報道機関等のヘリコプターが多数飛来して地元は騒然とした。現場は上信越自動車道吉井インターチェンジの南約800mの山林で龍源寺という寺の裏手の雑木林で普段は、ほとんど人通りもない。近くには町営保養施設*牛伏ドリームセンターもある。
- 2007年9月の台風9号では上陸前から町内はかなりの大雨が降り、大規模な土砂災害が発生した。
- 1995年頃に吉井町から産出した鳥類化石に基づき、2022年にアンナカキグナ・ヨシイエンシスが命名された[3]。